# Jaromír Slavíček
Jaromír Slavíček (2. června 1946 Kroměříž) je moravský pedagog, spisovatel a tenista, jehož působení je spjato s Uherským Brodem.

## Život
Krátce po narození se s rodiči přestěhoval do Uherského Brodu. Vystudoval učitelskou geografii a biologii na přírodovědecké fakultě Univerzity Jana Evangelisty Purkyně v Brně. Jako pedagog začínal na základní škole v Horním Němčí, později 37 let působil jako učitel biologie a zeměpisu na Gymnáziu Jana Amose Komenského v Uherském Brodě .
Je bývalým tenistou, v roce 1993 se stal seniorským mistrem republiky veteránů nad 45 let.

## Dílo
Je autorem více než tisíce fejetonů a esejí a 30 knih věnovaných především Uherskému Brodu a okolí (Město, které mám rád ; Noční Uherský Brod ; Půvaby řeky Olšavy  nebo Zpověď učitele ).

## Ocenění
V říjnu 2022 u příležitosti oslav 750. výročí od povýšení města Uherský Brod na město královské se stal držitelem Ceny města Uherského Brodu "za obsáhlou literární činnost věnovanou Uherskému Brodu a okolí a propagaci města".